# Mort sous contrat
Pour plus de détails, voir Fiche technique et Distribution.
Mort sous contrat (Escuadrón) est un film hispano-américano-mexicain de José Antonio de la Loma, sorti en 1988.

## Synopsis
Dans un pays du Moyen-Orient, le président Kassar, à peine élu, voit son gouvernement démocratique renversé par le coup d'État fomenté par le colonel d'un pays voisin. Le militaire met immédiatement en place un régime autoritaire. Des menaces pèsent alors à la fois sur la vie de Kassar et sur l'entente internationale. Une équipe de forces spéciales est dépêchée par les États-Unis pour secourir Kassar et contrer les exactions du dictateur.  

## Fiche technique
- Titre français : Mort sous contrat[1]
- Titre original espagnol : Escuadrón
- Titre anglais : Counterforce
- Réalisation : José Antonio de la Loma
- Scénario : Douglas Borton, Carlos Vasallo
- Direction artistique : Jordi Artigau
- Photographie : Juan Gelpi
- Son : Jaume Puig
- Montage : Nicolas Wentworth
- Musique : Joel Goldsmith
- Production : Carlos Vasallo
- Sociétés de production : Golden Sun (Espagne), Soltar Corporation (États-Unis), Producciones Esme (Mexique)
- Sociétés de distribution : Overseas FilmGroup (vente à l'étranger), Artisan Entertainment (États-Unis), LBS Communication (États-Unis)
- Pays d’origine :  Espagne,  États-Unis,  Mexique
- Langues originales : anglais, espagnol
- Format : 35 mm — couleur — 1.37:1 — son stéréo
- Genre : film d'action
- Durée : 98 minutes
- Date de sortie :
  - Espagne : 5 février 1988
- (États-Unis) Classification MPAA : « R-Restricted », à partir de 18 ans (les 17 ans et moins doivent être accompagnés par un adulte)
- (fr) Film non répertorié par le CNC

## Distribution
- Jorge Rivero : Harris
- George Kennedy : Vince Colby
- Andrew Stevens : Nash
- Isaac Hayes : Ballard
- Louis Jourdan : Kassar
- Kevin Bernhardt : Sutherland
- Robert Forster : le dictateur
- Susana Dosamantes : Roxana
- Kabir Bedi : Koura
- Hugo Stiglitz : « Le Blond »